# Вилхелм VIII фон Хесен-Касел
Вилхелм VIII фон Хесен-Касел (на немски: Wilhelm VIII von Hessen-Kassel) от Дом Хесен е от 1736 до 1754 г. граф на Ханау, от 1730 до 1751 г. регент и от 1751 до 1760 г. ландграф на Хесен-Касел.

## Биография
Роден е на 10 март 1682 година в Касел, Хесен-Касел. Той е син на ландграф Карл фон Хесен-Касел (1654 – 1730) и съпругата му Мария Амалия (1653 – 1711), дъщеря на херцог Якоб Кетлер от Курландия и съпругата му Луиза Шарлота фон Бранденбург. Негов кръстник е Уилям III. Брат му Фридрих става през 1720 г. крал на Швеция и от 1730 ландграф на Хесен-Касел.
Вилхелм започва военна кариера заедно с брат му Карл (1680 – 1702) на служба на Нидерландската република. През 1709 г. е генерал-лейтенант и след четири години губернатор на Бреда. От 1723 г. е губернатор на Маастрихт, през 1727 г. холандски генерал на кавалерията. От 1730 г. Вилхелм управлява ландграфството като щатхалтер и регент на брат му Фридрих.
През 1736 г. Вилхелм наследява Графство Ханау, след смъртта на последния граф на Ханау Йохан Райнхард III. През 1754 г. той дава графството на внук си Вилхелм. След смъртта на брат му Фридрих той го наследява през 1751 г. като управляващ ландграф.
Вилхелм е личен приятел на пруския крал Фридрих II и на император Карл VII. Той е известен меценат и покровител на изкуството.
Умира на 1 февруари 1760 година на 77-годишна възраст.

## Фамилия
Вилхелм VIII се жени на 27 септември 1717 г. в Цайц за принцеса Доротея Вилхелмина фон Саксония-Цайц (20 март 1691 – 17 март 1743), дъщеря на херцог Мориц Вилхелм фон Саксония-Цайц (1664 – 1718) и Мария Амалия фон Бранденбург-Шведт (1670 – 1739), дъщеря на курфюрст Фридрих Вилхелм фон Бранденбург (1620 – 1688). Двамата имат три деца:
- Карл (1718 – 1719)
- Фридрих II (1720 – 1785), ландграф на Хесен-Касел (1760 – 1785):

∞ 1740 принцеса Мария от Великобритания (1723 – 1772), дъщеря на крал Джордж II
∞ 1773 принцеса Филипина фон Бранденбург-Шведт (1745 – 1800)
- Мария Амалия (1721 – 1744), умира като годеница на маркграф Карл Фридрих Албрехт фон Бранденбург-Швет